# Jacob Axel Gillberg
Jacob Axel Gillberg, född den 15 december 1769 i Badelunda socken i Västmanland, död den 1 oktober 1845 i Stockholm, var en svensk miniatyrmålare, son till Jacob Gillberg.

## Biografi
Gillberg inskrevs 1779 vid fortifikationen som volontär. Redan vid tolv års ålder var han elev vid målarakademien och vann inom denna flera pris samt kunde 1785 till och med utställa en miniatyrkopia där, som han målat efter Cornelius Höyer, en dansk, som vid denna tid besökte Stockholm och lämnade den unge Gillberg någon handledning. 
Omkring 1790 begav han sig utomlands och uppehöll sig i sju år i Holland, Belgien, Frankrike och England, företrädesvis i Haag och London. År 1792 hade Gillberg blivit kapten i armén och 1793 efter fadern tillträtt löjtnant-dessineursysslan. 
Åren 1792–1810 var Gillberg lärare i teckning vid krigsakademien på Karlberg, och sedan 1812 uppbar han löjtnant-dessineurlönen på indragningsstat. Efter sin återkomst utnämndes han 1798 till professor vid akademien. År 1803 blev han major i armén. 
År 1799 uppträdde Gillberg åter som utställare i akademien, och därmed var hans rykte grundlagt. Som porträttör anlitades Gillberg mycket, och under de första årtiondena av 1800-talet strödde han rikligt kring sig alster av sin pensel och sitt ritstift. Endast sällan utförde han arbeten av större omfång, till exempel Karl XIII:s, Karl XIV Johans och Desiderias bilder i kroppsstorlek och miniatyr.
Även bilder på elfenben av hans hand är jämförelsevis sällsynta. Däremot arbetade han en mängd bilder på fint pergament, där bakgrunden fick behålla sin ursprungliga färg, och anletsdragen, i profil, målades eller tecknades med blyerts och lätt höjdes med färger.  
Gillberg ansågs besitta den väsentliga egenskapen att kunna "träffa likheten", även om hans bilder är tämligen akademiskt uppfattade. Från 1840 till sin död var Gillberg direktör för konstakademien, av vilken han 1796 blivit ledamot. Han är representerad på Nationalmuseum och Göteborgs konstmuseum.

## Verk i urval

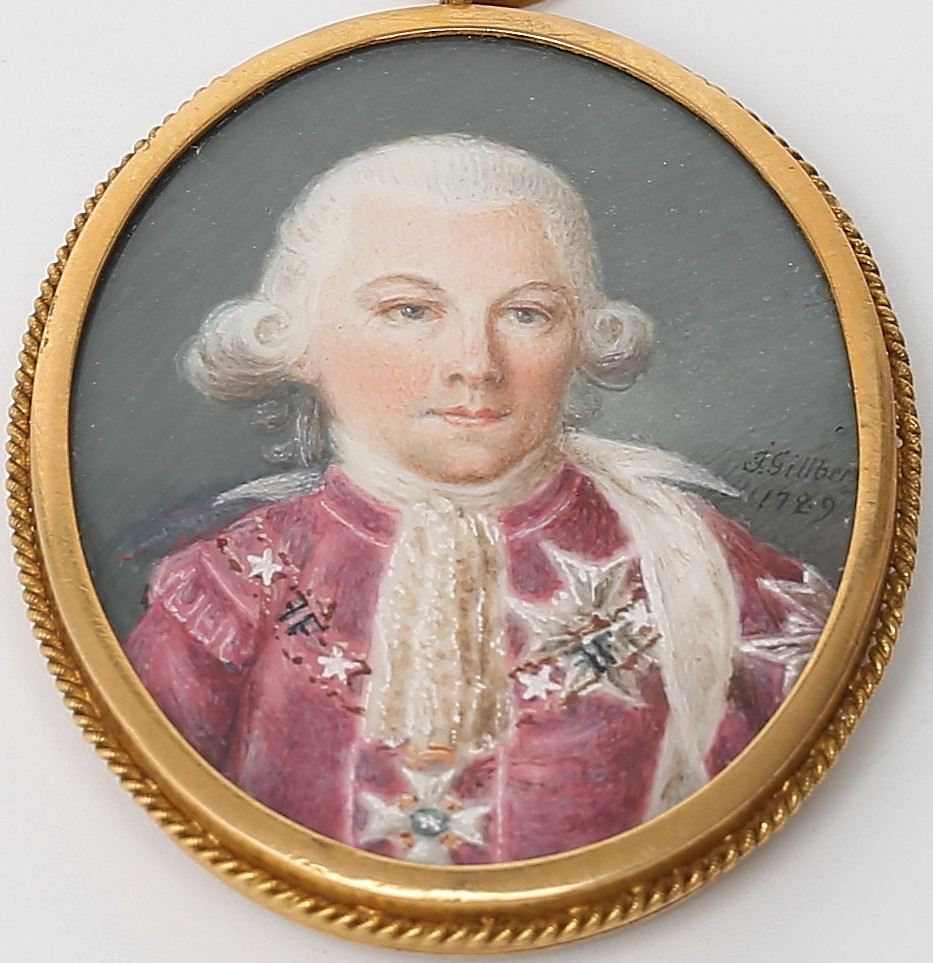
Man iklädd Nordstjärneordens dräkt. (1789)
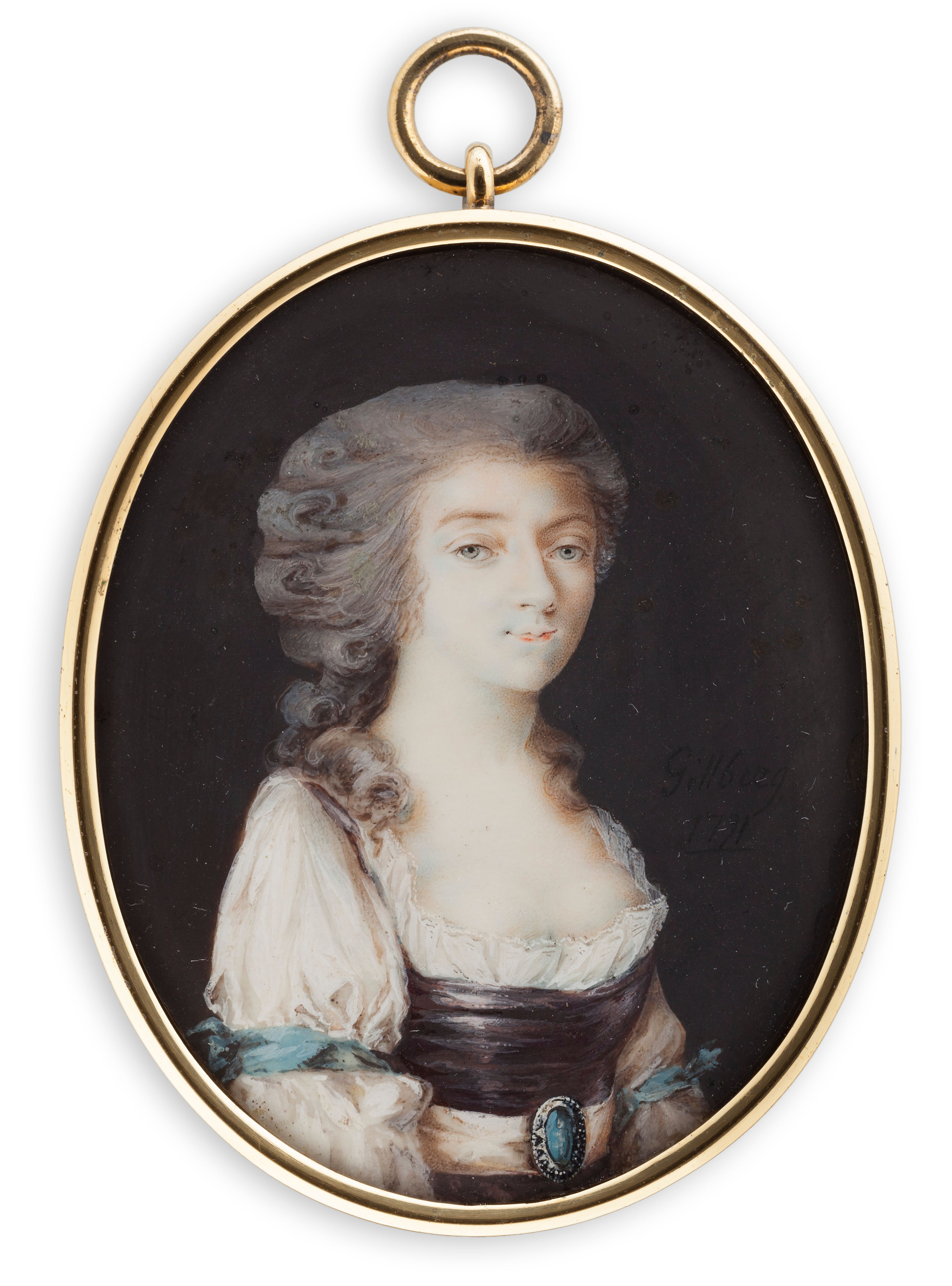
Grevinnan Sophie Piper. (1791)
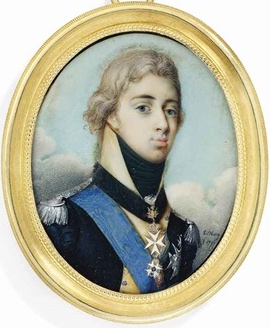
Gustav IV Adolf. (1797)
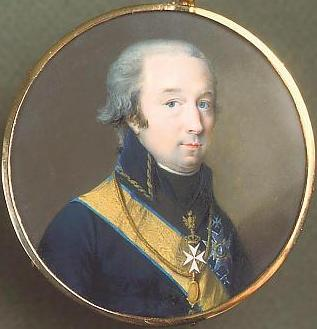
Carl Olof Cronstedt. (ca. 1801)
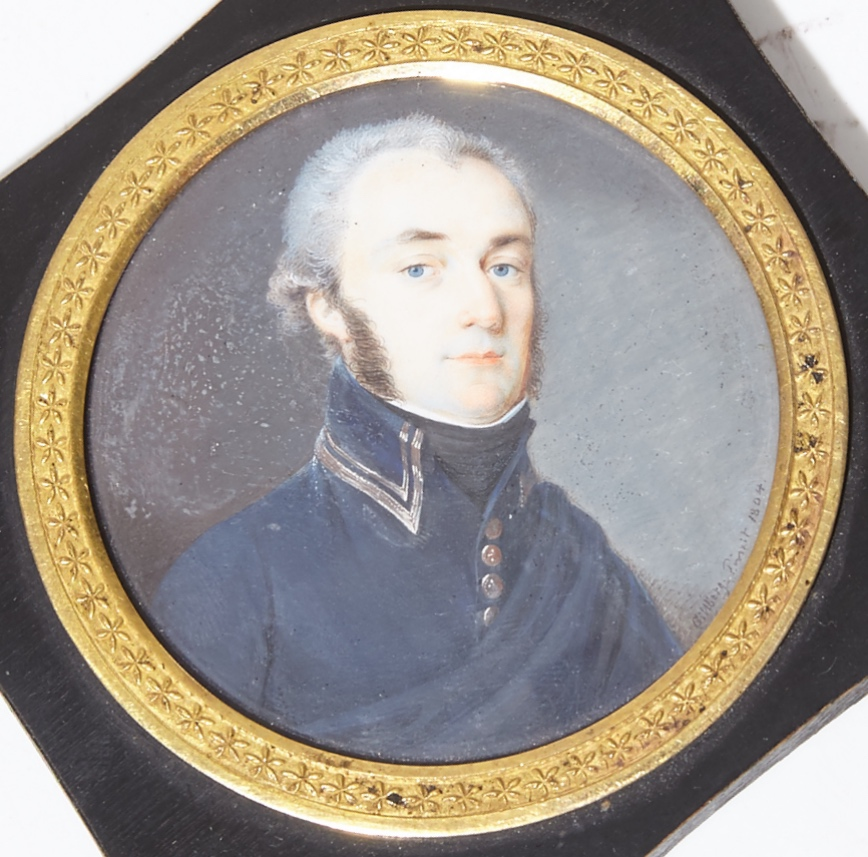
Carl Gustaf Nordforss. (1804)
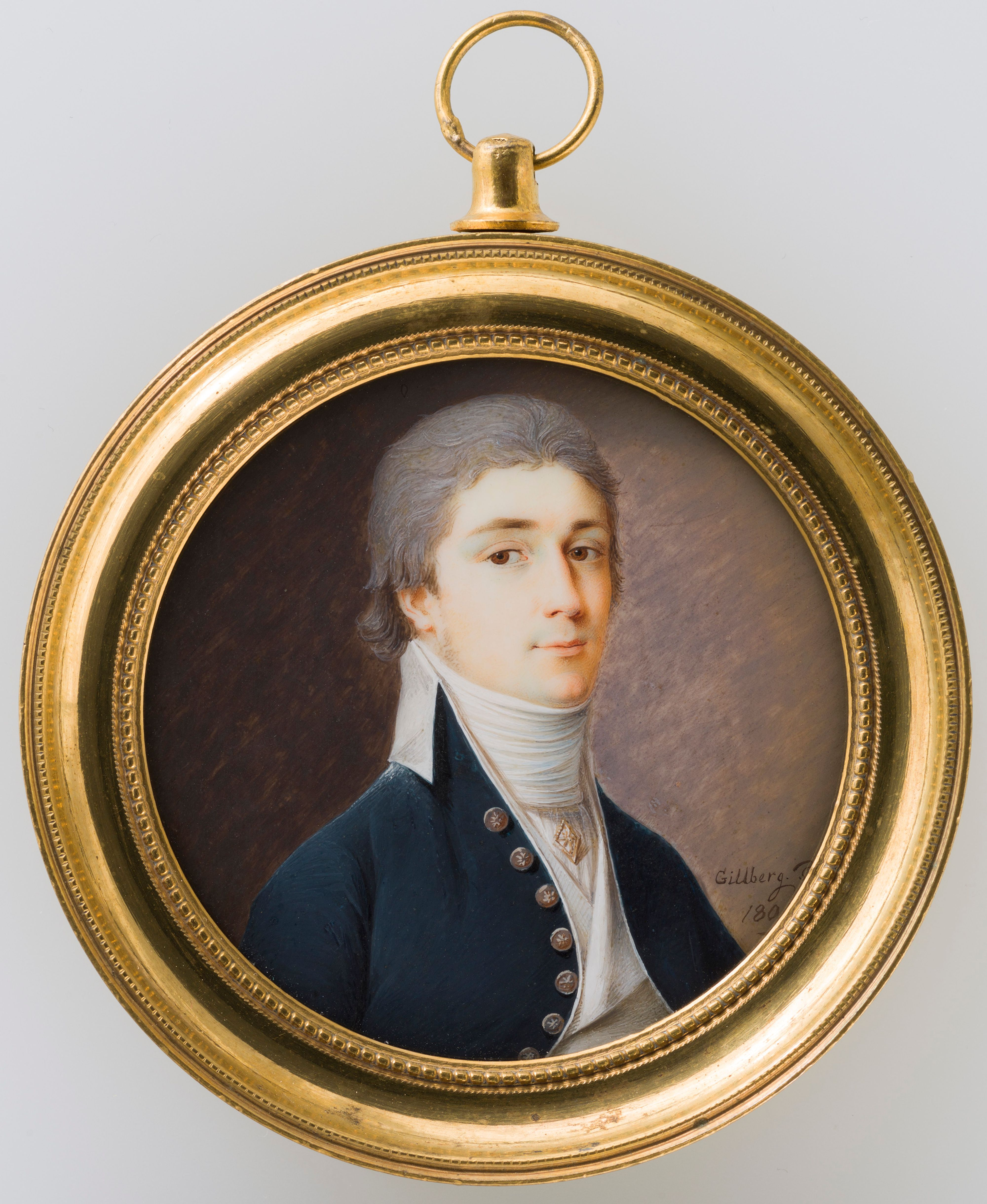
Porträtt av C.G. Bäck. (ca. 1805)
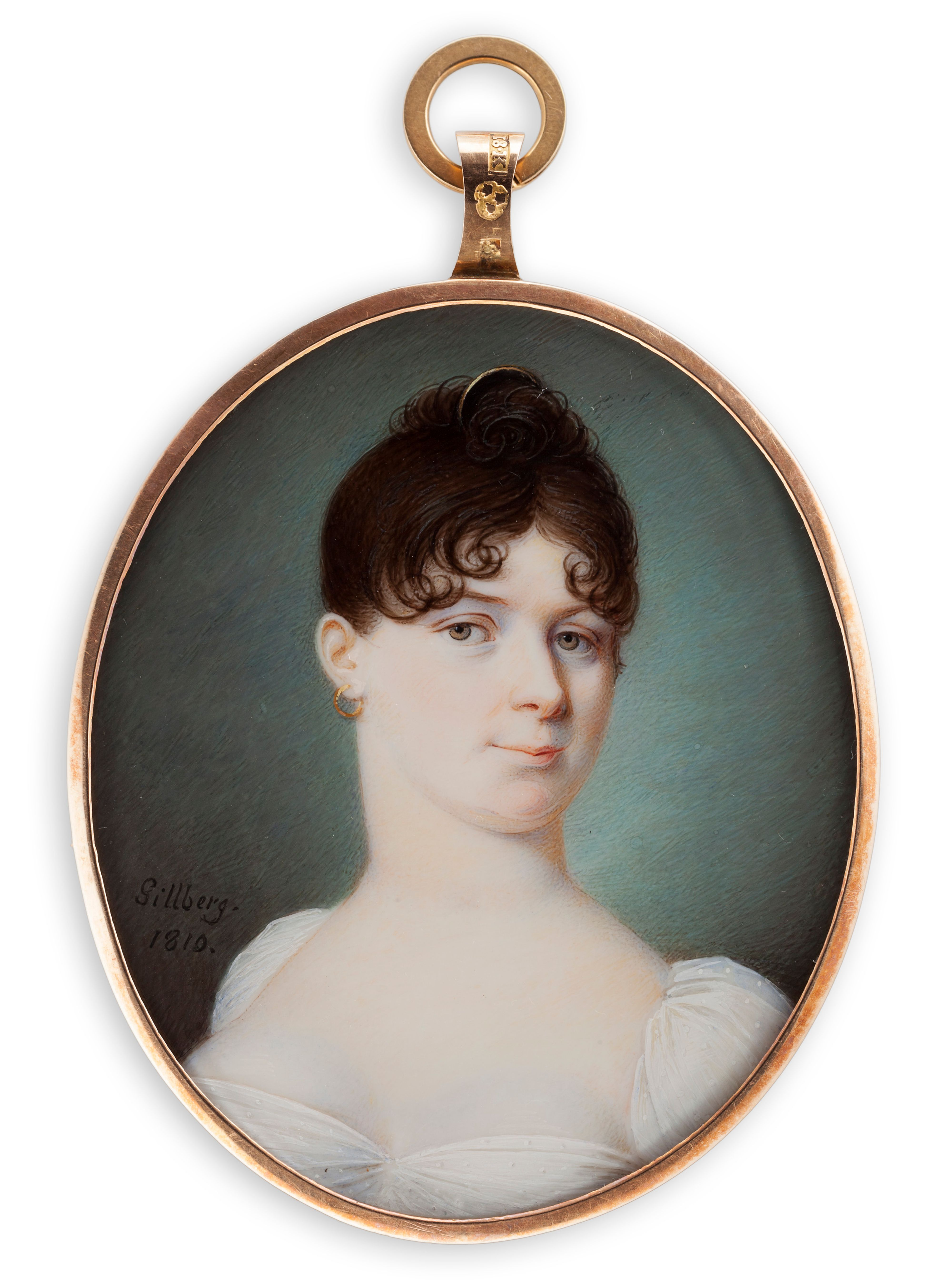
Okänd kvinna. (1810)
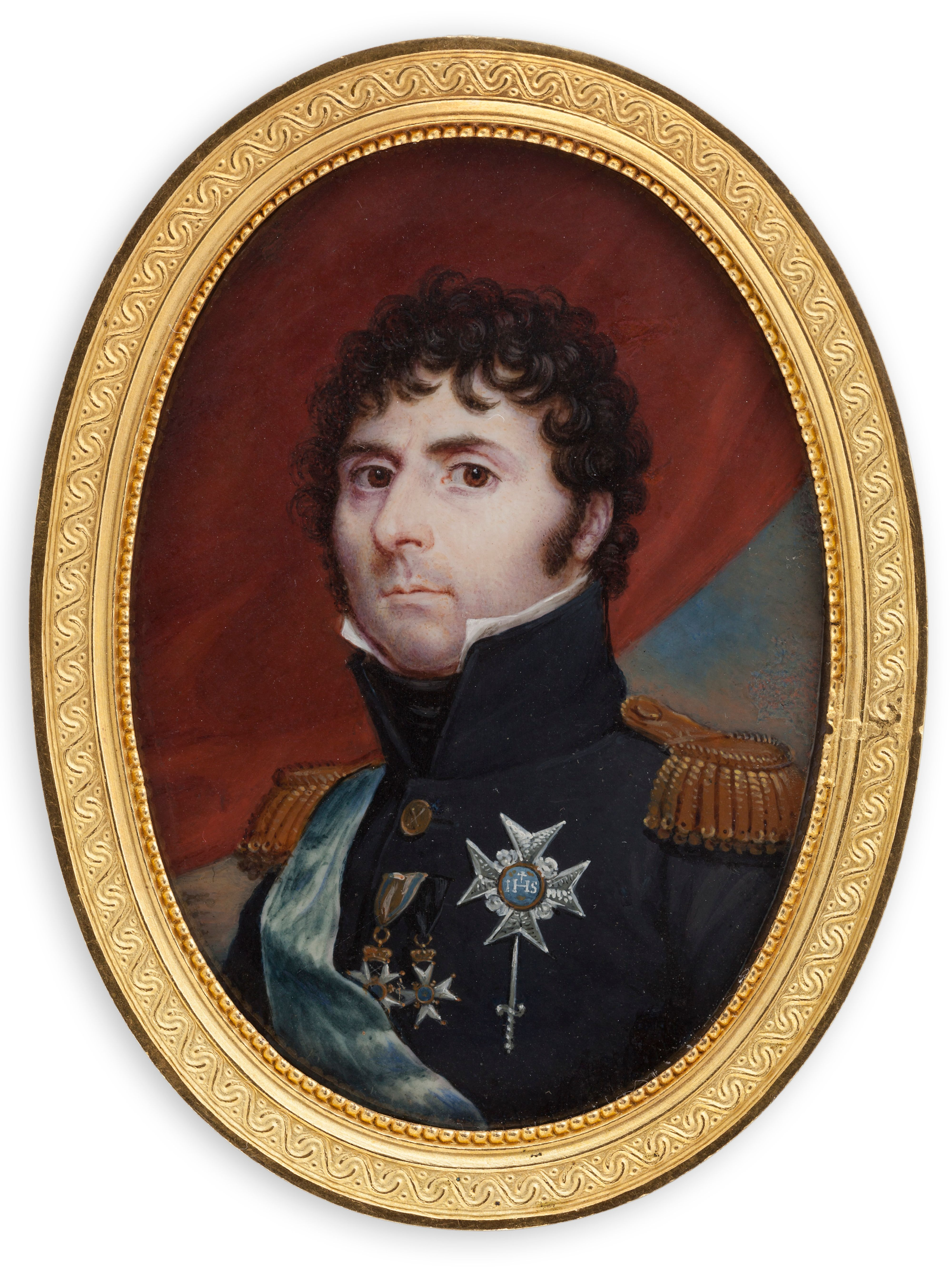
Karl XIV Johan. (ca. 1810)
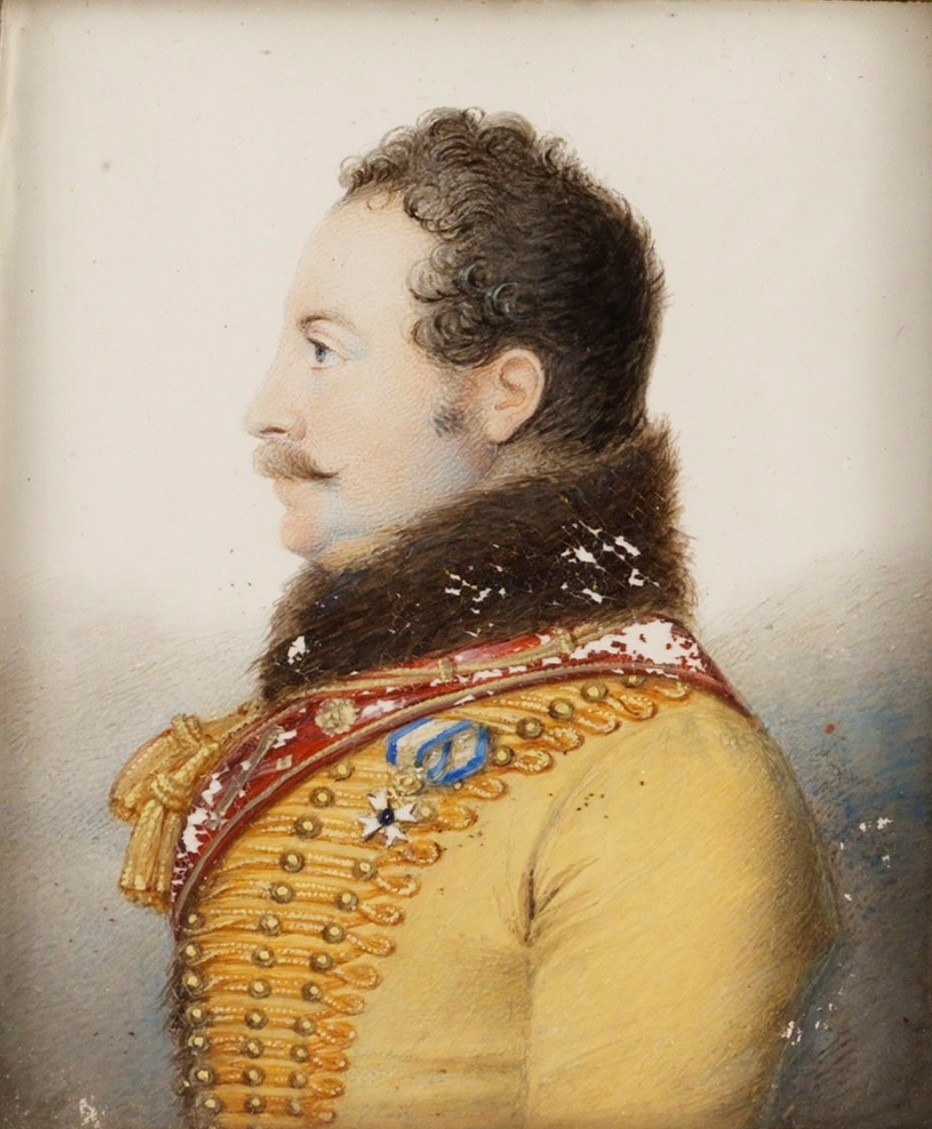
Friherre Sixten David Sparre. (ca. 1815)
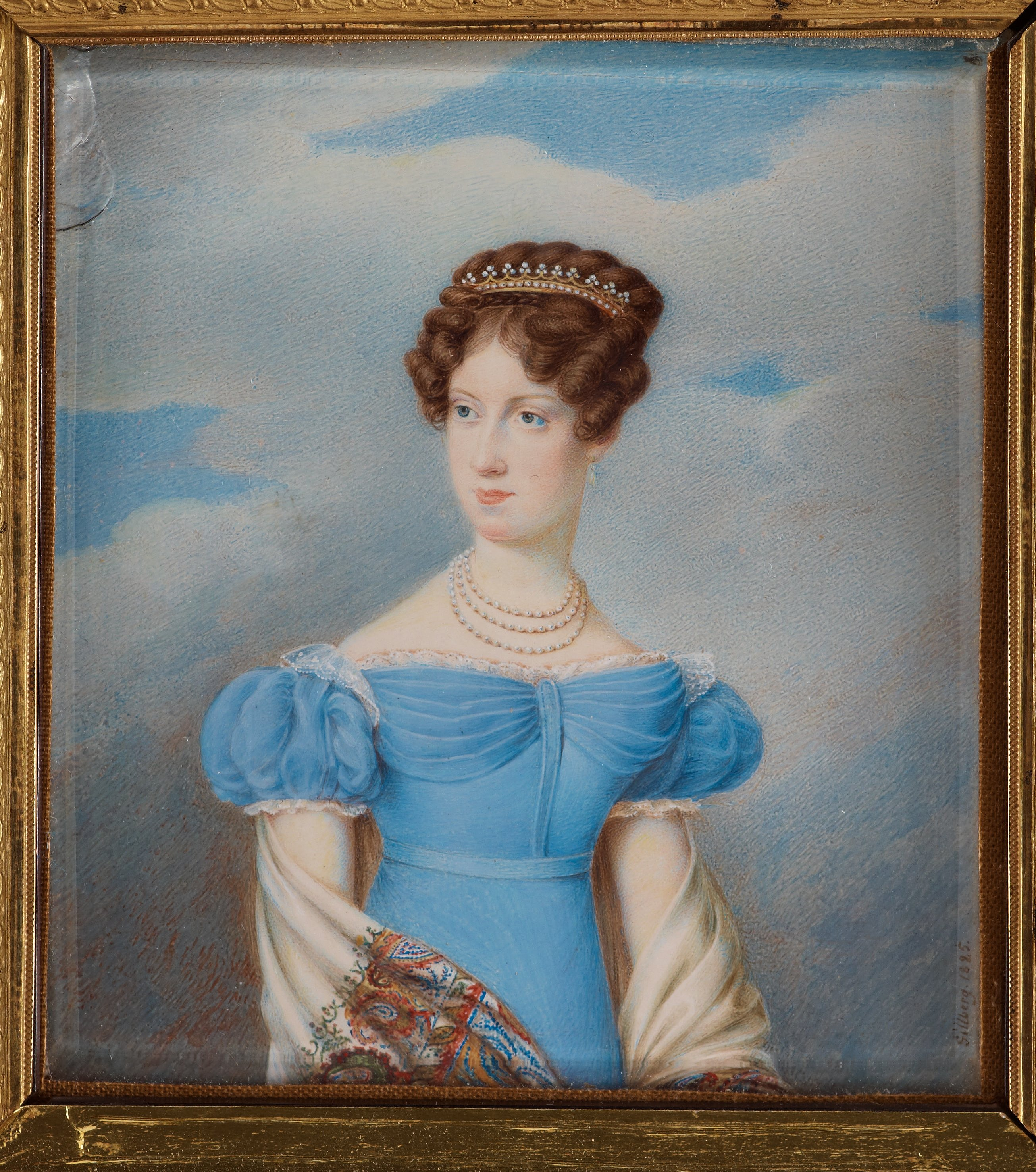
Grevinnan Ulrika Vilhelmina Brahe. (1825)
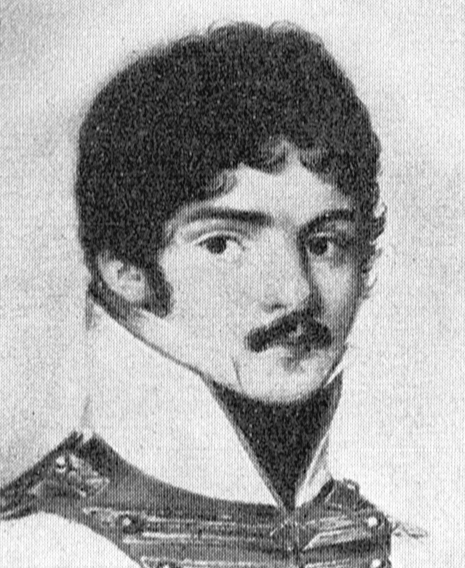
Friherre Conrad von Blixen-Finecke.